# Javier Correa
Marcelo Javier Correa (Córdoba, 23 ottobre 1992) è un calciatore argentino, attaccante del Colo-Colo.

## Carriera
Il 13 gennaio 2024 viene acquistato dall'Estudiantes (LP).

## Palmarès

### Club

#### Competizioni nazionali
- Copa de la Liga Profesional: 1

Estudiantes (LP): 2024